# Krzysztof Nowiński
Krzysztof Maria Nowiński (ur. 1938, zm. 18 października 2007) – polski archeolog, dziennikarz, publicysta, redaktor naczelny Spotkania z Zabytkami.
Pochowany na cmentarzu Powązkowskim (kwatera 52-1-25).